# Lamaguère
Lamaguère è un comune francese di 65 abitanti situato nel dipartimento del Gers nella regione dell'Occitania.

## Società

### Evoluzione demografica
Abitanti censiti